# Ada Maria Pellacani
Ada Maria Pellacani (Medolla, 2 febbraio 1902 – Roma, 20 aprile 2004) è stata una scrittrice, giornalista e poetessa italiana.

## Biografia
Nata a Medolla in provincia di Modena il 2 febbraio 1902, ha per lungo tempo risieduto a Roma con il marito, dove è scomparsa il 20 aprile 2004. Ada Maria Pellacani è stata figura poliedrica: giornalista, scrittrice, editorialista, poetessa.
È stata anche un'autrice di fantascienza, con Il sogno di un pazzo, romanzo originariamente stampato in poche copie nel 1940, quando il fallimento della casa editrice ne fece cessare la diffusione.
Il romanzo narra la storia della bella Axel, che esplorando il pianeta Venere scopre la sua vita intelligente, che vive soprattutto di notte, dato che durante il giorno la temperatura è troppo alta. Cercherà di civilizzare il pianeta e dal suo amore nasceranno molti bambini. Tuttavia, viene scoperta anche gelosia, sentimento precedentemente ignorato su Venere, e quindi anche l'omicidio.
Il comune nativo di Medolla ha deciso nel 2008 di intitolare un'area verde alla scrittrice.

## Opere
(parziale)

### Romanzi
- Evadere - Romanzo dell'epoca presente, Lanciano, G. Carabba, 1936
- Io, atomo, Lanciano, G. Carabba, 1938
- Il sogno di un pazzo, Lanciano, G. Carabba, 1940
- ...E la vita continua... - racconto di guerra, Roma, Gabrieli, 1991

### Poesia
- L'epopea dei vinti (poemetto), Scarano, 1952
- A sua altezza Reale Maria Pia di Savoia nel Fausto dì delle nozze (versi), Roma, Tip. La Tipografica, 1955
- Sonata all'olimpo (versi), Ed. Scarano, 1957
- Il poema di Urania, Relations latines, Napoli (etc.), c1980

### Saggistica
- Dante vero - Nel poema della grazia l'apologia della ragione, Padova, CEDAM, 1964
- Con Dante nella bolgia dei dantisti: appunti per il centenario del 2021, Padova, CEDAM, 1967